# Ambeon
Ambeon ist ein Musikprojekt des niederländischen Rockmusikers und Komponisten Arjen Lucassen, das ursprünglich als rein instrumentales Album gedacht war, basierend auf Elementen, Akkorden und Melodien existierender Ayreon-Songs. Der Name Ambeon setzt sich zusammen aus Ambient und Ayreon.
Während der Arbeit erhielt Lucassen ein Demo-Tape der 14-jährigen Astrid van der Veen (26. Februar 1986 in Emmeloord). Er war so überwältigt, dass er das Instrumental-Konzept über Bord warf und sie als Texterin und Sängerin für zwei Ambeon-Lieder engagierte. Die Zusammenarbeit lief ausgezeichnet und das Resultat hat Lucassen so begeistert, dass Astrid van der Veen zum festen Ambeon-Bestandteil wurde. Zuletzt blieben nur zwei der zehn Lieder instrumental. Ob es noch ein zweites Album geben wird, ist allerdings noch nicht klar. 
Ayreon-Fans werden in einigen Nummern den Ursprung sofort erkennen. So wurde zum Beispiel aus den Grundlagen von „Back on Planet Earth“ (Ayreon-Album „Actual Fantasy“) das völlig andersartige „Ashes“.
Die Musik ist sehr Synthesizer-lastig, versetzt mit einzelnen, tiefen E-Gitarren-Parts.
Lucassen und van der Veen haben eine Brücke zwischen Ambient, Ethno und Progressive Rock geschaffen.

## Diskografie
Alben
- 2001: Fate of a Dreamer (Transmission Records)

Singles
- 2001: Cold Metal (Transmission Records)